# ジュリア・フローレス・コルケ
ジュリア・フローレス・コルケ（Julia Flores Colque、1900年10月26日? - 2019年8月24日）は、ボリビアの長寿の女性。存命中は世界最長寿の女性との主張もあったが、その記録はジェロントロジー・リサーチ・グループ並びにギネス世界記録に認定されていない。もし生年月日が正しければ、田島ナビ逝去後の長寿世界一であり、都千代は長寿世界一にならなかった事になる。

## 人物
ボリビア政府が発行した本人証明書によると、1900年10月26日生まれとされる。同国のポトシで、ケチュアの一家に生まれた。長く同国コチャバンバ県のサカバに在住した。集落の長老であり、一緒に暮らす親族の女性は「おばあちゃんは、風邪をひいたときもベッドに寝込むことは一度もなかった。いつも活気にあふれていてそれが長生きの秘けつだと思う」と話している。晩年になっても母語ケチュア語で歌うことやギターを弾くことが好きだったという。
2019年8月24日、肺線維症のためサカバで死去。生年月日が正しければ、118歳302日まで生きたことになる。しかしボリビアに1940年以前の戸籍は存在せず、生まれた当時の資料としては洗礼証明書のみが年齢の証拠になるために、ギネス世界記録に認定されることは無かった。